# Max Grün
Maximilian ("Max") Grün (Karlstadt, 5 april 1987) is een Duits voetballer die als doelman speelt. Hij verruilde in juli 2013 Greuther Fürth voor VfL Wolfsburg.

## Clubcarrière
Grün werd in 2002 gescout door Bayern München bij FV 1920 Karlstadt, de club uit zijn geboortedorp. Na drie jaar in de jeugd van Bayern werd hij bij het tweede elftal gehaald. Hij fungeerde er als doublure van Michael Rensing en later van Thomas Kraft. Na zeven seizoenen verliet hij de Beierse hoofdstad voor SpVgg Greuther Fürth. In vier seizoenen speelde hij 81 competitiewedstrijden voor  SpVgg Greuther Fürth. In 2012 promoveerde hij met de club naar de Bundesliga. Na één seizoen op het hoogste niveau degradeerde de club en verkoos Grün een transfer naar VfL Wolfsburg, dat hem haalde als back-up voor Diego Benaglio.

## Interlandcarrière
Grün speelde als jeugdspeler van Bayern München vier keer voor Duitsland -16 en Duitsland -17.

## Erelijst
| Competitie             |                      |                      |                      |                      |
| Competitie             | Aantal               | Jaren                |                      |                      |
| SpVgg Greuther Fürth   | SpVgg Greuther Fürth | SpVgg Greuther Fürth | SpVgg Greuther Fürth | SpVgg Greuther Fürth |
| ---------------------- | -------------------- | -------------------- | -------------------- | -------------------- |
| Kampioen 2. Bundesliga | 1x                   | 2011/12              |                      |                      |
| VfL Wolfsburg          |                      |                      |                      |                      |
| DFB Pokal              | 1x                   | 2014/15              |                      |                      |
| DFL-Supercup           | 1x                   | 2015                 |                      |                      |